# Plymouth (Illinois)
Pour les articles homonymes, voir Plymouth.
Plymouth, est un village des comtés de Hancock et McDonough dans l'Illinois, aux États-Unis,. Situé à la frontière des deux comtés, il est incorporé le 20 juillet 1876.

## Démographie
Lors du recensement de 2010, le village comptait une population de 505 habitants. Elle est estimée, en 2016, à 483 habitants.

## Source de la traduction
- (en) Cet article est partiellement ou en totalité issu de l’article de Wikipédia en anglais intitulé « Plymouth, Illinois » (voir la liste des auteurs).